# Йордан Адамов
Йордан Иванов Адамов е български актьор.

## Биография
Роден е в София на 27 декември 1900 г. Получава гимназиално образование в София.
Участва в представления на частния пътуващ театър „Роза Попова“. През 1922 г. играе на сцената на Нов народен театър. През 1927-1929 г. е актьор в Бургаския окръжен театър. От 1934 до 1937 г. работи в театрите „Добри Войников“, „Нов свят“, „Комедия“, „Свободен театър“, „Популярен театър“, а през 1951-1958 г. в „Ренесанс“, „Естрада“, „Трудов фронт“ и в Драматичния театър в Перник.
Умира в София на 11 октомври 1970 г.

## Театрални роли
Йордан Адамов изиграва множество роли, по-значимите са:
- Симо – „Иванко“ на Васил Друмев;
- Меркуцио – „Ромео и Жулиета“ на Уилям Шекспир;
- Трънката – „Кара Танас“ от Стефан Савов;
- Хуберт – „Кражба“ от Джек Лондон;
- Д-р Геров – „Златната мина“ от Ст. Л. Костов.[1]

## Филмография
- Тревога (1950)